# ویلیام روگر
ویلیام روگر (انگلیسی: William B. Ruger; ۲۱ ژوئن ۱۹۱۶ – ۶ ژوئیهٔ ۲۰۰۲) یک طراح سلاح گرم و کارآفرین آمریکایی بود که با الکساندر مک‌کورمیک استورم برای تأسیس شرکت استورم روگر در سال ۱۹۴۹ همکاری کرد. اولین محصول آنها روگر استاندارد، محبوب‌ترین تپانچه کالیبر ۲۲ خفیف ساخته شده در ایالات متحده بود. پس از مرگ استورم در سال ۱۹۵۱، و تحت رهبری مداوم روگر، این شرکت یکی از گسترده‌ترین انواع سلاح گرم را در بین تمام تولیدکنندگان در جهان تولید و عرضه کرد.